# Dicranomyia guamicola
Dicranomyia guamicola là một loài ruồi trong họ Limoniidae. Chúng phân bố ở miền Australasia.